# 1956-os Formula–1 olasz nagydíj
Az 1956-os Formula–1-es világbajnokság nyolcadik futama az olasz nagydíj volt.

## Futam
Az utolsó futam előtt még négy versenyző lehetett világbajnok, Fangionak 30, Collinsnak és Behrának 22, Mossnak 19 pontja volt. Behra reményei a huszonharmadik körben szálltak el elektromos hiba miatt. Fangio vezetett Moss Maseratija előtt, Fangio Ferrarijának kormányműve eltört, nagy szerencsével sikerült elkerülnie a bukást. Collins a harmadik helyen haladt ekkor, és jó világbajnoki esélyei voltak. A Ferrari ekkor Mussót akarta kihívni a pályáról, ő azonban nem akarta észrevenni a jelzést, inkább gyorsított és Moss tankolása alatt az élre is került. Közben Collins is a boxba állt kerékcserére, látva Fangio szorult helyzetét angol úriemberi nagyvonalúsággal átadta neki autóját, Fangio a második helyen célba érkezve nyerte meg negyedik világbajnoki címét.
|      | Rsz. | Versenyző                              | Csapat         | Körök | Idő/Kiesések     | Rajthely | Pontok |
| ---- | ---- | -------------------------------------- | -------------- | ----- | ---------------- | -------- | ------ |
| 1    | 36   | Stirling Moss                          | Maserati       | 50    | 2:23'41,3        | 6        | 9      |
| 2    | 26   | Peter Collins Juan Manuel Fangio       | Ferrari        | 50    | +5,7             | 7        | 3      |
| 3    | 4    | Ron Flockhart                          | Connaught-Alta | 49    | +1 kör           | 26       | 4      |
| 4    | 38   | Paco Godia                             | Maserati       | 49    | +1 kör           | 18       | 3      |
| 5    | 6    | Jack Fairman                           | Connaught-Alta | 47    | +3 kör           | 16       | 2      |
| 6    | 40   | Luigi Piotti                           | Maserati       | 47    | +3 kör           | 15       |        |
| 7    | 14   | Toulo de Graffenried                   | Maserati       | 46    | +4 kör           | 19       |        |
| 8    | 22   | Juan Manuel Fangio Eugenio Castellotti | Ferrari        | 46    | +4 kör           | 1        |        |
| 9    | 12   | André Simon                            | Gordini        | 45    | +5 kör           | 25       |        |
| 10   | 42   | Gerino Gerini                          | Maserati       | 42    | +8 kör           | 17       |        |
| 11   | 44   | Roy Salvadori                          | Maserati       | 41    | +9 kör           | 14       |        |
| Kie. | 28   | Luigi Musso                            | Ferrari        | 47    | Vezérlés         | 3        |        |
| Kie. | 46   | Umberto Maglioli Jean Behra            | Maserati       | 42    | Vezérlés         | 13       |        |
| Kie. | 18   | Harry Schell                           | Vanwall        | 32    | Váltó/erőátvitel | 10       |        |
| Kie. | 32   | Jean Behra                             | Maserati       | 23    | Elektromágnes    | 5        |        |
| Kie. | 48   | Bruce Halford                          | Maserati       | 16    | Motor            | 22       |        |
| Kie. | 20   | Maurice Trintignant                    | Vanwall        | 13    | Váltó/erőátvitel | 11       |        |
| Kie. | 16   | Piero Taruffi                          | Vanwall        | 12    | Olajszivárgás    | 4        |        |
| Kie. | 24   | Eugenio Castellotti                    | Ferrari        | 9     | Gumik            | 2        |        |
| Kie. | 34   | Luigi Villoresi Jo Bonnier             | Maserati       | 7     | Motor            | 8        |        |
| Kie. | 10   | Robert Manzon                          | Gordini        | 7     | Alváz            | 23       |        |
| Kie. | 30   | Alfonso de Portago                     | Ferrari        | 6     | Gumik            | 9        |        |
| Kie. | 2    | Les Leston                             | Connaught-Alta | 6     | Felfüggesztés    | 20       |        |
| Kie. | 8    | Hernando da Silva Ramos                | Gordini        | 3     | Motor            | 21       |        |
| NI   | 50   | Wolfgang von Trips                     | Ferrari        |       | Baleset          |          |        |

## A világbajnokság végeredménye
| H   | Versenyzők          | Pont    |
| --- | ------------------- | ------- |
| 1.  | Juan Manuel Fangio  | 30 (33) |
| 2.  | Stirling Moss       | 27 (28) |
| 3.  | Peter Collins       | 25      |
| 4.  | Jean Behra          | 22      |
| 5.  | Pat Flaherty        | 8       |
| 6.  | Eugenio Castellotti | 7,5     |
| 7.  | Sam Hanks           | 6       |
| 8.  | Paul Frère          | 6       |
| 9.  | Paco Godia          | 6       |
| 10. | Jack Fairman        | 5       |

A teljes lista)

## Statisztikák
Stirling Moss 3. győzelme, 6. leggyorsabb köre, Juan Manuel Fangio 24. pole-pozíciója (R).
- Maserati 5. győzelme

Vezető helyen:
- Eugenio Castellotti: 4 kör (1-4)
- Stirling Moss: 43 kör (5-10/12-45/48-50)
- Harry Schell: 1 kör (11)
- Luigi Musso: 2 kör (46-47)

Robert Manzon, Toulo de Graffenried, Luigi Villoresi és Piero Taruffi utolsó versenye.
Wolfgang von Trips és Jo Bonnier első versenye.